# Oscar Homolka
Oscar Homolka (ur. 12 sierpnia 1898 w Wiedniu zm. 27 stycznia 1978 w Susseksie) – austriacki aktor filmowy i teatralny, nominowany do Oscara za rolę w filmie I remember Mama (1947) i do Złotego Globu za film Wojna i pokój (1953).
Po zakończeniu służby wojskowej podczas I wojny światowej, zaczął naukę w Konserwatorium Wiedeńskim i rozpoczął karierę na austriackiej scenie. W latach 20. zagrał po raz pierwszy w filmie Die Abenteuer eines Zehnmarkscheines (1926). Popularność przyniosła mu dopiero rola Chrisa Halversona w filmie I remember Mama.
Zmarł cztery miesiące po śmierci swojej żony w wieku 80 lat  w swoim domu w Susseksie na zapalenie płuc. Został pochowany na tamtejszym cmentarzu.